# Paul Galmiche
Pour les articles homonymes, voir Galmiche et Famille Galmiche (Jeannel).
Paul Galmiche, né le 28 août 1914 à Exideuil en Charente et mort le 26 avril 2004 à Nîmes, est un rhumatologue, pionnier de la podologie. La famille est originaire de Beulotte-Saint-Laurent en Haute-Saône. Il est le gendre de René Jeannel et père de Jean-Marie Galmiche.

## Carrière professionnelle
Paul Galmiche est admis au concours de l’Internat des hôpitaux de Paris de 1938-1939.
Il exerce comme médecin assistant des hôpitaux de Paris en 1946 puis médecin des hôpitaux de la région de Paris (concours 1953-1954).
Il est admis à l'agrégation de médecine (rhumatologie) en 1955 et son expertise le fait désigner comme expert régional en rhumatologie auprès de la Sécurité sociale de 1953 à 1960.
Il prend les responsabilités de chef de service à l’hôpital de Neuilly-sur-Seine de 1957 à 1979.
Il devient membre du Collège de médecine des hôpitaux de Paris le 9 mai 1968.
Paul Galmiche est considéré comme le pionnier de la podologie. En 1969, il fonde et prend la présidence de la Société française de médecine et chirurgie du pied.
Il participe de 1971 à 1979 au Collège international de podologie comme vice-président.
En 1974, la reconnaissance de ses pairs le porte à la présidence de la Société française de rhumatologie.

## Distinctions
- Croix de guerre 1939-1945

## Travaux scientifiques
Paul Galmiche a beaucoup publié : 303 publications dans les principales revues médicales françaises et étrangères.
Dans ces publications, 143 concernent sa spécialité; en particulier celles relatives à l'enzymologie rhumatismale et celles consacrées à la cortisone, à l'hôpital Cochin de 1947 à 1957. Dans ses autres publications, beaucoup se rapportent au pied et plusieurs à l’histoire des ascendants célèbres de son épouse Jacqueline Jeannel. Plusieurs de ces publications furent éditées en collaboration avec son fils ainé le docteur Jean-Marie Galmiche : sur le pied et sur la vie de son grand-père René Jeannel (ancien interne des hôpitaux de Paris, Professeur d’entomologie et Directeur du Muséum National d’histoire Naturelle de Paris), de son bisaïeul Maurice Jeannel (Doyen de la Faculté de Médecine de Toulouse et chirurgien pastorien) et surtout de son trisaïeul Julien-François Jeannel (médecin, pharmacien en chef de la garde impériale de Napoléon III, hygiéniste, chimiste, inventeur, écrivain).
Paul Galmiche a étudié le pied sous toutes ses formes et c'est avec une pointe d'humour qu'il a également écrit de très nombreuses monographies parues dans la Revue de médecine et chirurgie du pied telles que « les pieds bots célèbres », « le pied gauche », « Alexis Godillot », « les monocrépides », « le pied et l'amour », « le pied dans l'art », « la reine de Saba », « podologie araméenne » etc. Il faut citer le fleuron de sa production littéraire et artistique : La saga du pied, parue en 1984 écrite conjointement avec son épouse, cet ouvrage résume tout ce qu'il faut savoir sur le pied, de l'embryologie à la danse, en passant par le pied de la chinoise ou l'érotisme de la chaussure de Cendrillon.
Les publications et conférences conjointes de Paul Galmiche et Jean-Marie Galmiche ont vulgarisé les découvertes de l'Évolution, en rendant au pied sa contribution fondamentale dans l'évolution du pré hominidé vers l'Homme.
Cette évolution a commencé par la station debout favorisant ainsi intelligence et civilisation et non l'inverse.
Il a donné son nom au prix Paul Galmiche, qui récompense chaque année le médecin ou le chirurgien qui a présenté le meilleur travail à la Société française de médecine et chirurgie du pied.